# Hałda Panewnicka
Hałda Panewnicka − jedno z większych składowisk odpadów pokopalnianych na Górnym Śląsku, znajdujące się na styku Katowic, Mikołowa i Rudy Śląskiej, ma w najwyższym punkcie wysokość względną 12 m, powierzchnię ok. 100 ha.
Odpady składowane na Hałdzie Panewnickiej pochodzą z Kopalni Węgla Kamiennego Halemba w Rudzie Śląskiej, oddanej do użytku w 1957. Składowano je od lat 60. XX w. do roku 2000. Hałda wchodziła w skład Centralnego Składowiska Odpadów Górniczych w Knurowie.
Szacuje się, iż w ramach realizowanego przez firmę Haldex z Katowic projektu, uda się z niej odzyskać ok. 2 mln ton węgla, 1 mln ton mułu węglowego i 16 mln ton kamienia. Na hałdzie zgromadzonych zostało w ciągu dziesięcioleci ok. 20 mln ton odpadów. Wartość wdrażanej inwestycji sięga 25-30 mln zł. Środki pochodzą m.in. z Wojewódzkiego Funduszu Ochrony Środowiska i Gospodarki Wodnej w Katowicach. Planuje się, iż prace rekultywacyjne potrwają do 2026. Na terenie ma zostać urządzony zieleniec.
Z hałdy wydzielane są do wód gruntowych szkodliwe siarczany i chlorki. Jej istnienie negatywnie wpływa na stężenie szkodliwych substancji w powietrzu.
Hałdę wykorzystywali miłośnicy quadów i motocykli. Likwidacją zwałowiska zajmuje się firma Haldex, która zamierza odzyskać z niego węgiel, muł węglowy oraz miliony ton kruszywa.